# Ion Storm
Ion Storm – amerykański producent gier komputerowych, którego założycielami byli: John Romero, Tom Hall, Todd Porter, Jerry O'Flaherty, Mike Wilson oraz Bob Wright. W styczniu 1997 roku studio podpisało z Eidos Interactive kontrakt na wydanie sześciu gier. Pod koniec tego samego roku powstał oddział Ion Storm w Austin na którego czele stanął Warren Spector.
Ion Storm Dallas zostało zamknięte w lipcu 2001 po wydaniu trzech gier, zaś Ion Storm Austin w lutym 2005.

## Produkcje Ion Storm Dallas
- Dominion: Storm Over Gift 3
- Daikatana
- Anachronox

## Produkcje Ion Storm Austin
- Deus Ex
- Deus Ex: Invisible War
- Thief: Deadly Shadows